# Xã Hawes, Michigan
Xã Hawes (tiếng Anh: Hawes Township) là một xã thuộc quận Alcona, tiểu bang Michigan, Hoa Kỳ. Năm 2010, dân số của xã này là 1.107 người.